# Alexander Swanidse

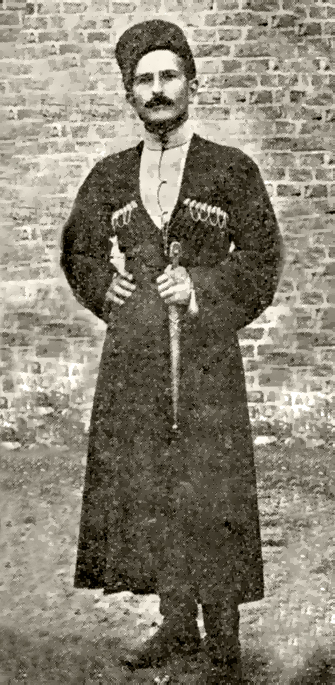
Alexander Swanidse (1915)

Alexander Semjonowitsch „Aljoscha“ Swanidse (georgisch ალექსანდრე სვანიძე, Alek’sandre Svanidze; russisch Александр Семёнович Сванидзе; * 1886; † 20. August 1941) war ein georgischer Altbolschewik und Historiker. Er war ein persönlicher Freund von Josef Stalin und der Bruder von Stalins erster Frau Kato. Dennoch ließ Stalin ihn während des Großen Terrors 1937 einkerkern. Er wurde 1941 im Gefängnis erschossen.

## Leben
Alexander Swanidse gehörte dem niederen (georgischen) Adel (Aznauri) an und wurde in dem Dorf Baji in Westgeorgien, damals ein Teil des Russischen Kaiserreichs, geboren. In Tiflis erhielt er eine umfassende gymnasiale Ausbildung und lernte unter anderem Deutsch.

### Karriere als Bolschewik und Wissenschaftler
Swanidse trat 1901 der Sozialdemokratischen Arbeiterpartei Russlands (SDAPR) bei und lernte in Tiflis Stalin kennen. 1905 machte Alexander Swanidse Stalin mit seinen drei Schwestern bekannt, deren jüngste Stalin 1906 heiratete.
Alexander Swanidse studierte unterdessen Altertumswissenschaften und Orientalische Sprachen an der Universität Jena und an der Universität Leipzig. Zu Beginn des Ersten Weltkrieges wurde er von den deutschen Behörden interniert. 1917 wurde er entlassen und konnte nach Georgien zurückkehren. Dort arbeitete er im bolschewistischen Untergrund, bis er gezwungen wurde, 1919 die Demokratische Republik Georgien zu verlassen.
Danach arbeitete Swanidse für das Auslandsbüro der Russischen Sozialistischen Föderativen Sowjetrepublik (1920–1921) und wurde Volkskommissar (narkom) für die Finanzen der Georgischen Sozialistischen Sowjetrepublik und der Transkaukasischen Sozialistischen Föderativen Sowjetrepublik (1921–1922). 1924 wurde er als Bevollmächtigter des sowjetischen Außenhandels nach Deutschland entsandt. 1935 kehrte er in die Sowjetunion zurück und wurde stellvertretender Vorsitzender der Gosbank.
Neben diesen Aufgaben setzte Swanidse seine Studien fort. Er gründete eine Zeitschrift für Alte Geschichte (Вестник древней истории), studierte die Alarodische Sprache (siehe dazu Fritz Hommel) und übersetzte den mittelalterlichen georgischen Dichter Schota Rustaweli ins Russische.

### Verhaftung, Prozess und Hinrichtung
Im Zuge des Großen Terrors ordnete Stalin 1937 Swanidses Verhaftung an. Swanidse ließ sich nicht zu einem Geständnis zwingen, ein deutscher Spion zu sein, wie es das NKWD im Austausch für sein Leben gefordert hatte. „Welch aristokratischer Stolz“, soll Stalin kommentiert haben. Das Militärkollegium des Obersten Gerichts der UdSSR verurteilte Swanidse wegen Hochverrat, Spionage, Terrorismus und „Untergrabung von Industrie und Wirtschaft der Sowjetunion“ am 4. Dezember 1940 zum Tode.
Alexander Swanidse, seine drei Jahre jüngere jüdische Frau Maria (geborene Korona, aus einer sephardischen Familie), eine Sopranistin an der Staatsoper Tiflis, und seine Schwester Mariko wurden 1941 hingerichtet.

## Postume Rehabilitation
Das Oberste Gericht der UdSSR widerrief sein Todesurteil und rehabilitierte Alexander Swanidse am 19. Januar 1956.